# Beka Finance
Beka Finance es una entidad española de servicios financieros. Creada en 1989 como filial de Caja Madrid (posteriormente Bankia), realiza operaciones de intermediación de productos financieros, gestión de activos, asesoramiento financiero, banca de inversión e inversiones directas.

## Desarrollo y operaciones
En 2013, Beka Finance fue adquirida por el grupo inversor catalán GVC Gaesco, y en  2020 por el grupo de inversión Gala Capital.
La totalidad de la compañía es propiedad de sus ejecutivos. El presidente es Carlos Tejera, antiguo consultor de McKinsey & Company, empresario, banquero de inversiones, y presidente de Gala Capital.  El consejero delegado es Carlos Stilianopoulos, quien fue presidente de Wholesale Banking y director financiero en Bankia.
A partir de 2020 Beka Finance realizó una serie de operaciones financieras de ámbito internacional: adquirió la sociedad portuguesa de titularización de créditos Sagres, anteriormente propiedad de Citigroup; y levantó el fondo de inversión Cuanimen para inversiones de impacto social.
En 2021 lanzó el fondo Beka & Bolschare Iberian Agribusiness Fund, para la  agricultura sostenible; creó una nueva plataforma de créditos, Beka Credit; adquirió la gestora de titulaciones Haya al grupo norteamericano Cerberus; y acordó la compra de Trea, la gestora independiente de activos líquidos en España.
Además de estas adquisiciones, Beka Finance  tiene participación  en varias entidades fintech: la entidad de pagos Rebellion Pay, el bróker online Hey Trade, la productora de musicales de España, SOM Produce, y  la productora de cine Secuoya Grupo de Comunicación, que gestiona la producción audiovisual de Netflix en España. En junio de 2023 elevaron su participación en el grupo audiovisual Secuoya Estudios hasta el 100% del capital, en una acción combinada con los gestores de la compañía, mediante la adquisición al banco de inversiones Alantra.
En julio de 2023 se anunció que Beka había vendido su entidad de pagos Rebellion Pay al gigante turco Papara fintech mediante un intercambio de acciones y dinero que valoraban la empresa resultante en más de 1.000 millones de euros, impulsándola al codiciado club de los unicornios.

## Controversias
En 2014,  FCC suspendió su contrato de liquidez con Beka Finance, coincidiendo con el anuncio de la entrada del inversor George Soros en el accionariado de FCC. Algunos medios sugieren que George Soros utiliza como brazo inversor en España a la entidad Gala Capital, accionista relevante de Beka Finance.
En abril  Beka contrató a la mayor parte del equipo de fusiones y adquisiciones de la entidad BNP Paribas para lanzar su división de fusiones y adquisiciones.
En 2021 contrató a Miguel Arias Cañete antiguo Ministro de Agricultura y ex Comisario europeo de acción contra el Clima, debiendo éste solicitar una autorización en concordancia con el artículo 11 del Código de Conducta de los miembros de la Comisión Europea.